# Polecat (Kettenfahrzeug)
Der Polecat war ein von Wilson, Nuttall, Raimond Engineers ab 1957 hergestelltes Kettentransportfahrzeug, das auf Basis des M29 Weasel entwickelt wurde.

## Historie

### Entwicklung
1957 wurde die erste Version des Polecat auf Basis zweier M29 Weasel gefertigt. Die beiden gelenkig verbundenen Einheiten mit vier Raupenketten wurden von einem einzelnen Motor in der hinteren Einheit angetrieben. Insbesondere im Schnee zeigte sich die Konstruktion dem Weasel überlegen, da die Kombination auch in Tiefschnee eine hohe Geschwindigkeit halten konnte und sich beim Manövrieren nicht festfuhr. Darüber hinaus zeigte sich eine 2,5-fache Zugkraft gegenüber einem einzelnen Weasel.

### Einsatz durch die US-Army in Grönland
1959 wurde eine überarbeitete Variante für die US-Army in Grönland entwickelt. Im Gegensatz zum originalen Polecat, wurde diese Version durch einen Motor in der vorderen Fahrzeugeinheit angetrieben. In den folgenden Jahren wurden schließlich verschiedene Varianten des Polecats zur Errichtung von Camp Century auf Grönland eingesetzt, so wurde 1960 der Polecat Mark II an die Armee ausgeliefert, sowie ab 1962 eine weitere Variante zum Truppentransport mit einer Passagierkapazität von ca. 30 Personen.

## Technische Daten
| Kenngröße             | Polecat Cargo | Polecat Passenger | Polecat Mark II Cargo   | Polecat Mark II Passenger |
| --------------------- | ------------- | ----------------- | ----------------------- | ------------------------- |
| Eingeführt            | 1959          | 1959              | 1960                    | 1962                      |
| Länge                 | 7,4 m         | 8,1 m             | 11,3 m                  | 11,9 m                    |
| Breite                | 1,7 m         | 1,8 m             | 2,4 m                   | 2,7 m                     |
| Höhe                  | 2,1 m         | 2,4 m             | 2,6 m                   | 3,1 m                     |
| Leergewicht           | 4,35 t        | 4,81 t            | 9,07 t                  | 12,43 t                   |
| max. Zuladung         | 1,36 t        | 0,91 t            | 7,26 t                  | 3,54 t                    |
| Passagierkapazität    | 2             | 2 + 6             | 2                       | 2 + 9 + 20                |
| Antrieb               | Benzin        | Benzin            | Benzin oder Diesel      | Benzin oder Diesel        |
| Leistung              | 120 PS        | 120 PS            | 210 PS (Cummins Diesel) | 205 PS (Cummins Diesel)   |
| Höchstgeschwindigkeit | 43 km/h       | 29 km/h           | 24 km/h                 | 30 km/h                   |